# KSLV-I GTV
KSLV-I GTV는 나로호 지상시험 발사체다.

## 역사
2008년 8월 9일, 러시아 국적 화물운송기인 안토노프 An-124기로 KSLV-I GTV 1단 추진체가 김해공항에 도착했다. 길이 27.8m, 직경 2.9m, 무게 10t 규모로 특수제작된 길이 39m의 트레일러에 탑재된 상태였다.
2013년 1월 30일, 나로호 3차 발사에서 최초로 시험발사에 성공했다. 3차 발사가 끝나고, 러시아는 KSLV-I GTV를 러시아로 가져가려고 했는데, 항우연에서 계약상 GTV 하나를 주기로 했다면서 반대를 해서, 못 가져갔다.

## 1단 로켓 논쟁
2021년 10월 26일, 조광래(62) 전 한국항공우주연구원장은 중앙일보와의 인터뷰에서, "당시엔 우리도 GTV 1단부에 노즐 정도만 달린 모형 엔진인 줄 알았다. 러시아 흐루니체프에서도 그렇게 말했다. 하지만 3차 발사까지 끝나고 대전으로 가져와서 분해해 보니 첨단 다단연소사이클의 앙가라 로켓 엔진이 완벽한 모습으로 달려있었다. 그걸 처음 보는 순간 온몸에 전율이 일어났다. 당시는 두 번째 한국형발사체(KSLV-2) 누리호 개발 프로젝트가 이미 4년 차에 들어갔을 때다. 하지만 기본설계도 하지 못하고 답보상태에 빠져있던 상태였다. 이후 누리호 75t 엔진(KRE-075) 개발에 이 앙가라 로켓이 큰 도움이 된 건 두말할 필요도 없다." 라고 말했다.
2022년 6월 24일, 한국형발사체(KSLV-2) 누리호의 핵심인 액체연료 로켓 개발을 책임져온 한영민(54) 한국항공우주연구원 엔진개발부장은 중앙일보와의 인터뷰에서, "처음엔 지상검증용 발사체(GTV)라 당연히 모형인 줄 알았는데, 알고 보니 실제 로켓엔진이었다."라고 말했다.
2023년 9월 17일, 한국항공우주연구원 등에 따르면 산하 발사체연구소는 지난 5월 지상검증용 발사체(GTV)에 포함된 엔진을 분석한 결과, 모형이라는 사실을 확인했다. 나로호 발사체 개발 과정에서 기술적으로 도움이 될 만한 부분은 거의 없다는 결론이다. 항우연 조사에는 7개월이 걸렸다. 2022년 10월 모형 엔진을 면밀히 분석하기로 결정했고 올해 5월 들어 나로호에 쓰인 RD-151 엔진과 형상은 같지만 내부에 부품이 없는 '더미'라는 결론에 도달했다. 연소기 터보펌프, 밸브류 등 엔진의 핵심인 주요 구성품의 설계 형상이나 제작 기술 파악에 필요한 정보를 제공할 수 없는 수준인 것으로 나타났다. 특히 GTV에 부착된 엔진이 완제품을 들여다봐 거꾸로 원리를 파악하는 역공학을 진행할 수준의 공학적 정보도 담고 있지 않은 것으로 파악했다.